# Gili Dasami
Gili Dasami és una petita illa volcànica que pertany a l'arxipèlag de les illes de Sonda Menors, Illes Petites de la Sonda, dins Indonèsia oriental. Es troba al sud de l'Illa de Rinca. Conté una població d'uns 100 exemplars de dragó de Komodo. Forma part del Parc Nacional del Dragó de Comodo i des de 1991 és un Patrimoni de la Humanitat segons la UNESCO

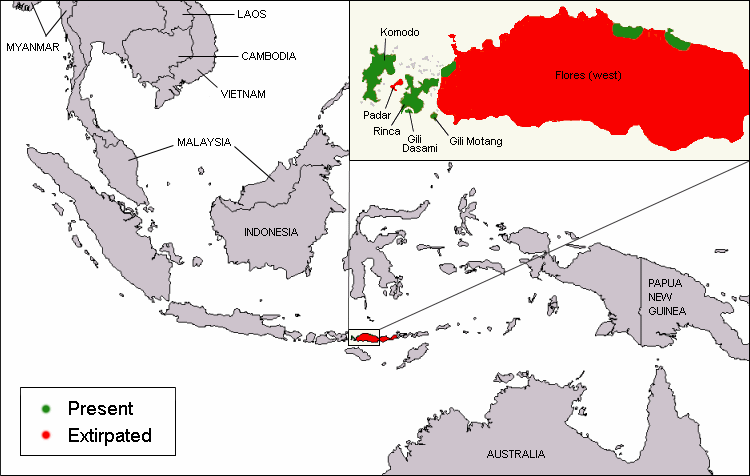
Distribució del dragó de Komodo. Actualment gairebé extint a l'illa de Flores

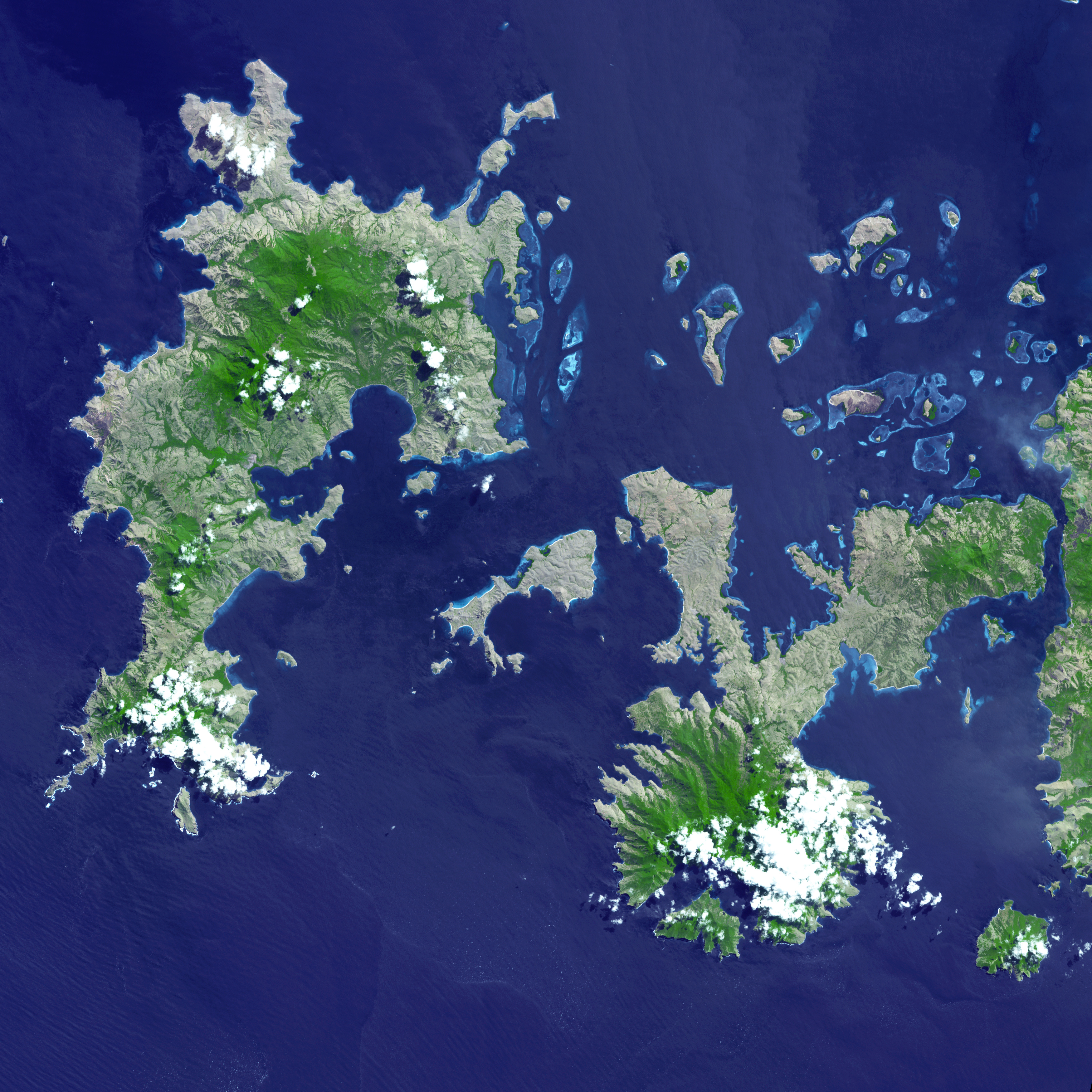
Parc Nacional del Dragó de Comodo